# 森本光
森本 光（もりもと あきら、1973年3月10日 - ）は、日本のフリーアナウンサー。主に近畿地方で司会者、DJ、ナレーターとして活動。昭和プロダクション所属。アナウンススクール声光塾代表。

## 来歴
大阪府大阪市城東区出身。大阪府立大手前高等学校、大阪芸術大学芸術学部放送学科卒業。
大学を卒業後、1997年4月に瀬戸内海放送 (KSB) に入社。同局のアナウンサー兼記者になるが、入社2年目の1998年に退社してフリーに転向する。
2000年に活動拠点を近畿地方へ移す。2004年4月から2008年3月までは、奈良テレビ (TVN) の契約アナウンサーを務めていた。
2012年にアナウンススクール声光塾を開校する。当初は大阪府守口市に教室を構えていたが、2013年に大阪市城東区蒲生4丁目（蒲生四丁目駅西）へ移転。そして2018年1月に蒲生1丁目（京橋駅東）へ移転させた。

## 担当番組
特記のないデータは、声光塾広報サイトに記載されていたプロフィールと昭和プロダクション公式プロフィールからの参考。

### 瀬戸内海放送
- KSBステーションEYE
- 速報!甲子園への道 ローカルパート
- KSBニュース[1]

### フリー転向後
- サントリー・サタデー・ウェイティング・バー（TOKYO FM）
- クリック！TODAY（ラジオ関西） [7]
- Holiday Special（YES-fm）
- Zone3（YES-fm）
- ウィークリー奈良（奈良テレビ）
- ニュースONステージ（奈良テレビ） - キャスター、リポーター、取材、構成
- TVNニュース（奈良テレビ） - キャスター、ニュース取材、原稿
- K-CATほっとニュース（K-CAT） - キャスター
- にじいろ生たまご（BAN-BANテレビ） - 司会[8]
- サッカー、高校野球、ラグビー、各種スポーツ中継 - 実況担当、リポーター